# Epeolus attenboroughi
Epeolus attenboroughi is een koekoeksbij in het genus Epeolus.
De bij heeft korte zwarte, witte, rode en gele haren. Ze komt voor in New Mexico en Zuid-Colorado. 
Epeolus attenboroughi is vernoemd naar David Attenborough en werd door Thomas Onuferko van de York University te Toronto ontdekt in een Amerikaanse museumcollectie.